# Teleutaea sachalinensis
Teleutaea sachalinensis là một loài tò vò trong họ Ichneumonidae.